# Stör (Elbe)
Die Stör ([ˈʃtøɐ], regional [ˈstøːɛ], latinisiert Sturia) ist ein im Unterlauf durch Gezeiten beeinflusster rechter Nebenfluss der Elbe in Schleswig-Holstein. Vom Fließgewässertyp her handelt es sich um ein Marschengewässer.

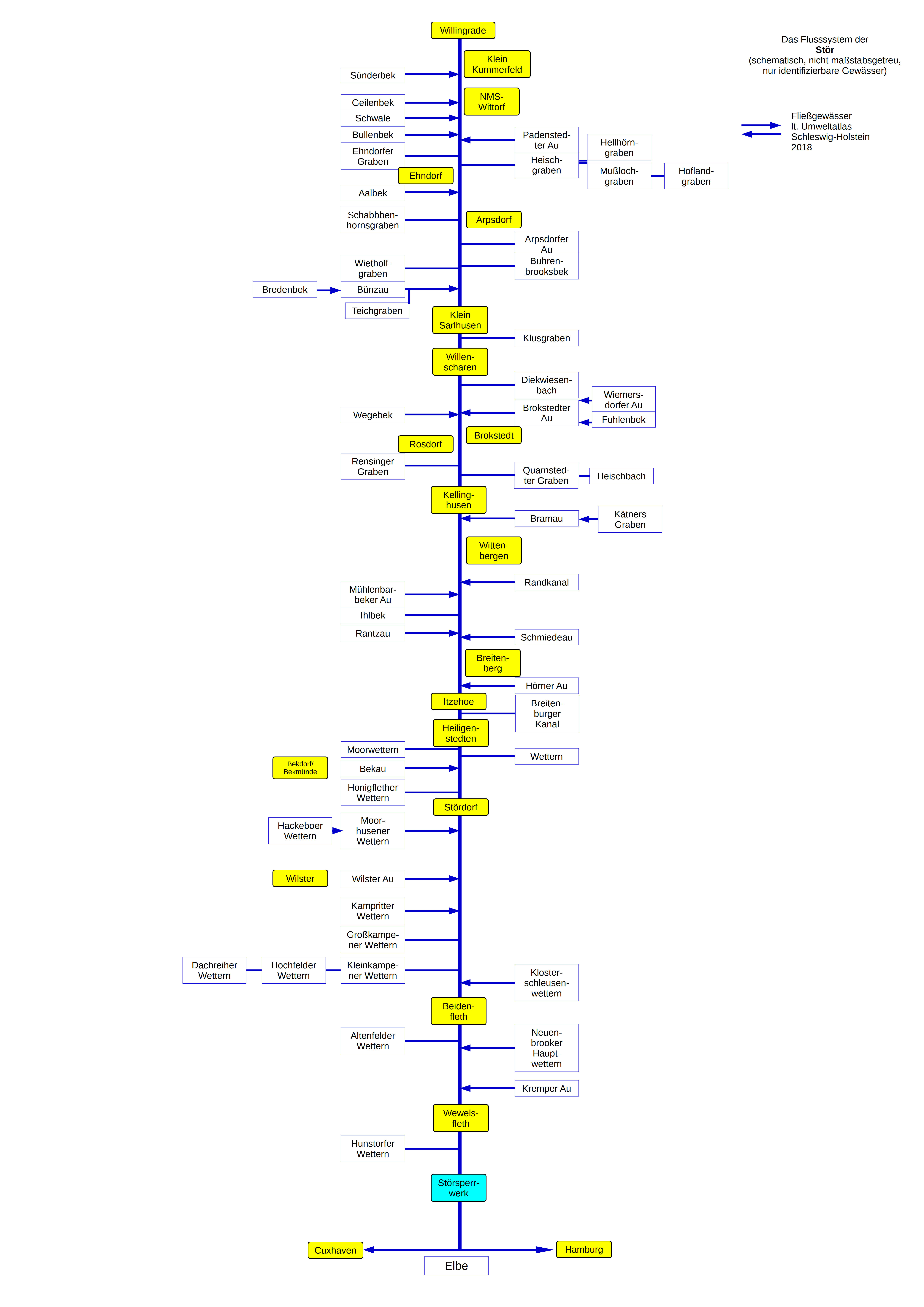
Das Flusssystem der Stör (schematisch)

## Name
Im 9. Jahrhundert wurde die Stör erstmals urkundlich erwähnt („super ripam Sturiae fluminis“). Der Name leitet sich wahrscheinlich vom mittelniederdeutschen Adjektiv stūr „groß, stark, schwer“ (von germanisch *stūra- mit der damaligen Bedeutung „stehend“) ab und könnte sich auf den starken Rückstau bei Flut bezogen haben.

## Verlauf
Die Stör entspringt ca. 15 km südöstlich von Neumünster bei Willingrade im Kreis Segeberg.
Kurz nach ihrem Quellgebiet wird sie für die heute denkmalgeschützte Papiermühle aufgestaut.

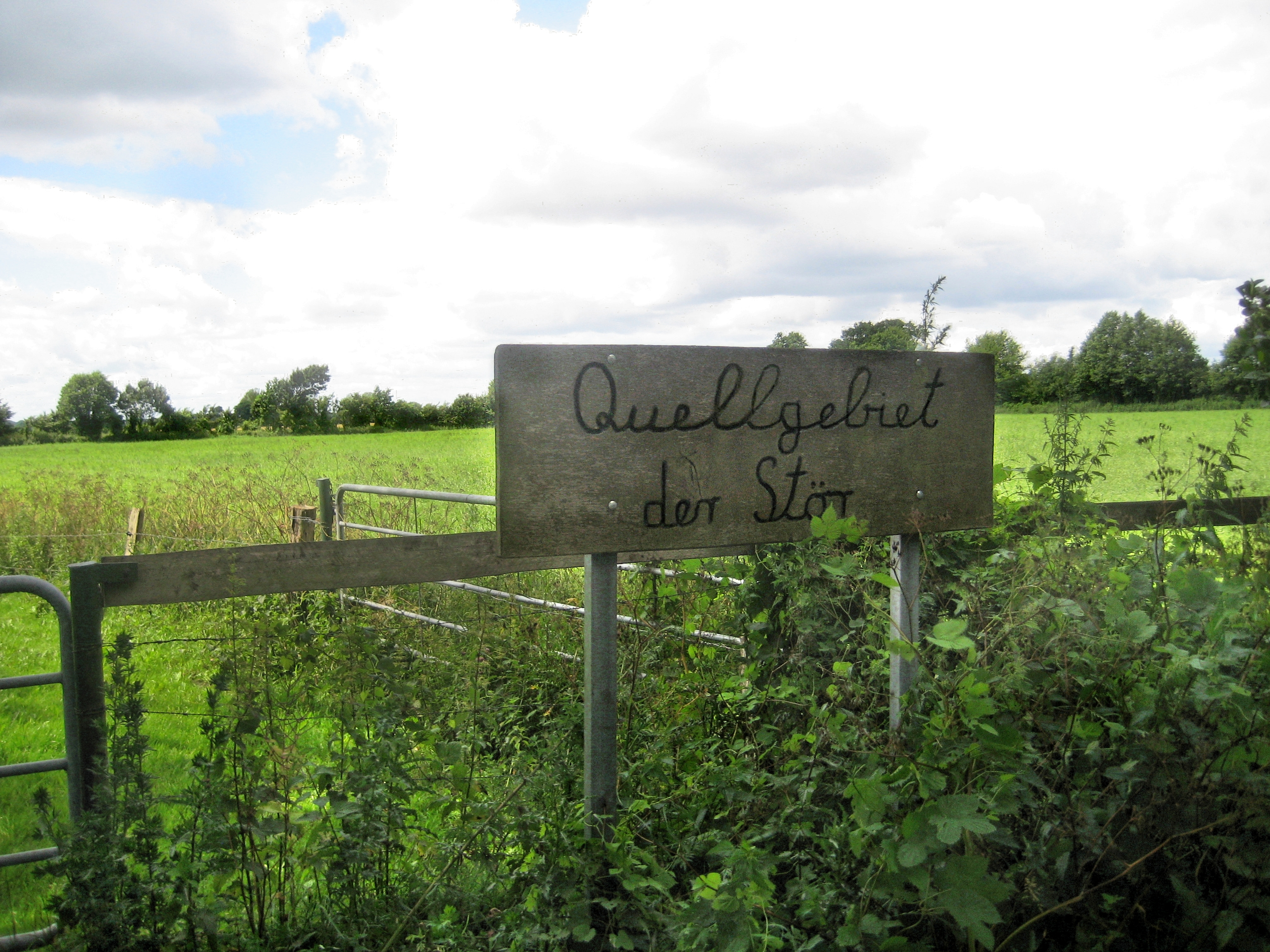
Hinweisschild zum Quellgebiet
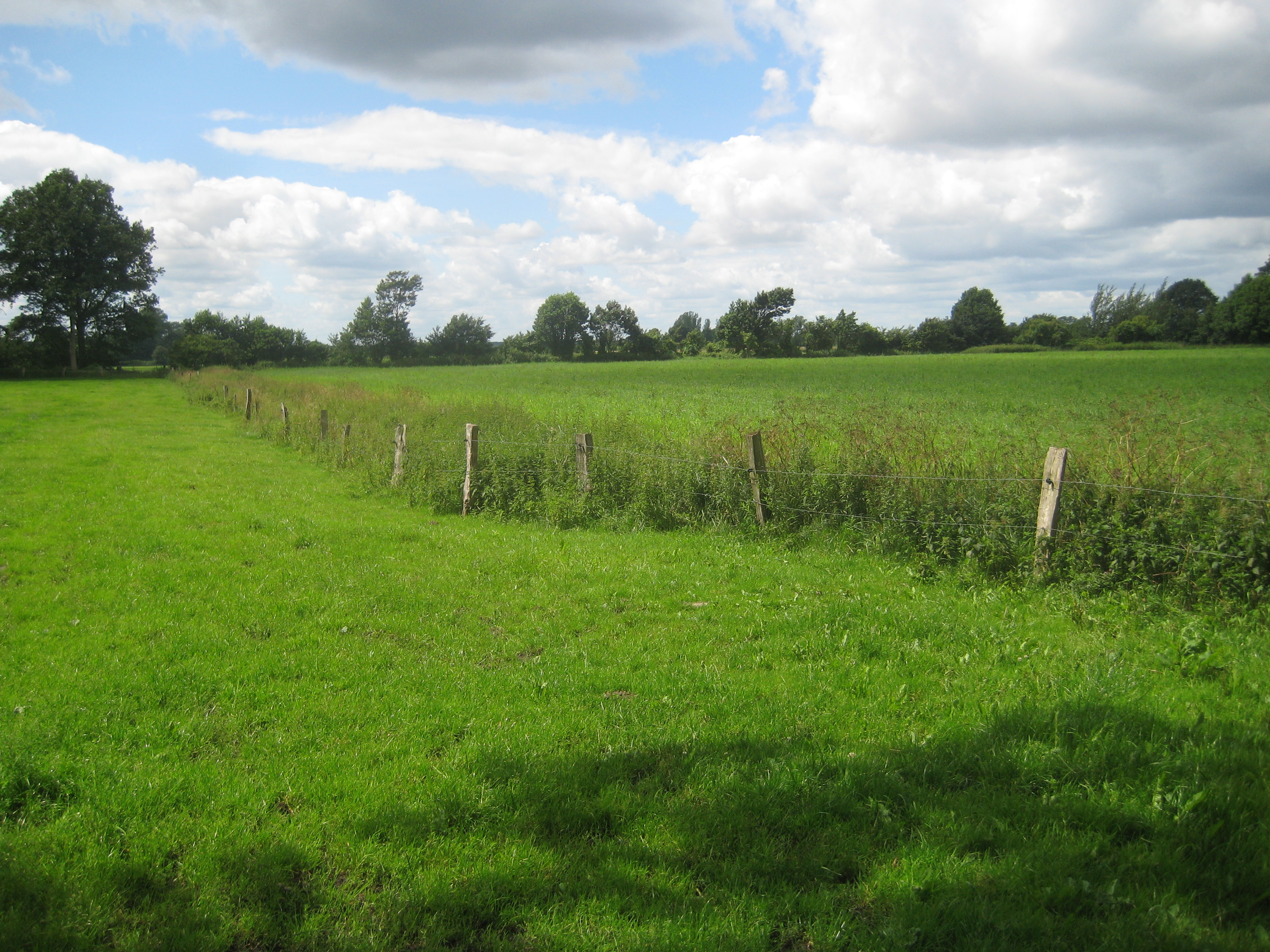
Der erste Graben, der den Namen „Stör“ führt
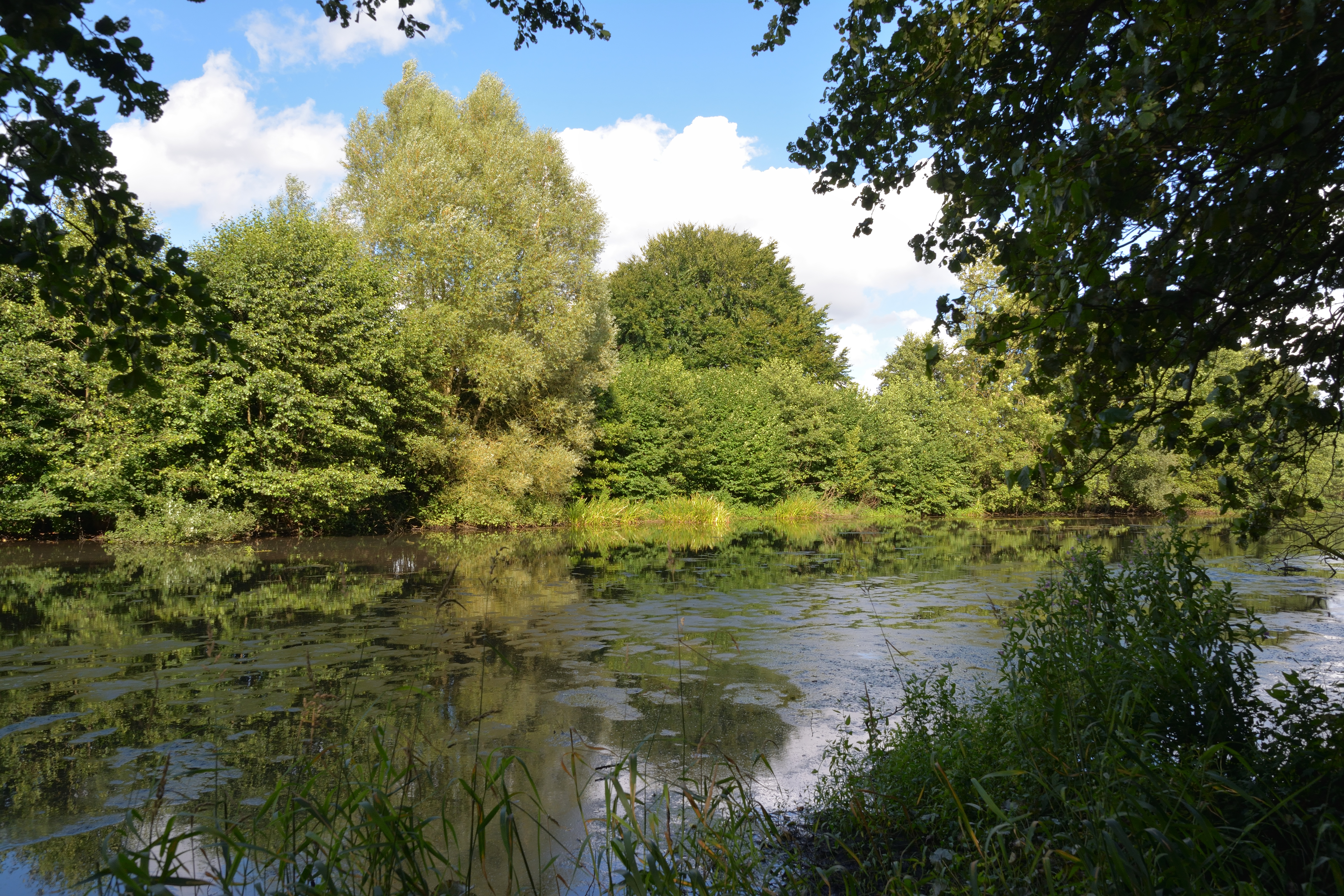
Die Staustufe zur Papiermühle

Danach durchquert sie die Außenbezirke von Neumünster, den südlichen Kreis Rendsburg-Eckernförde sowie den Kreis Steinburg und mündet hier etwa 4 km nordwestlich von Glückstadt in die Elbe. In der Gemeinde Heiligenstedten erreicht sie die Marschebene; bereits ab Itzehoe beginnt ihr Verlauf zu mäandrieren. Der Fluss hat eine Länge von etwa 87 km und eine mittlere Wasserführung von 21,7 m³/s an der Mündung in die Unterelbe.

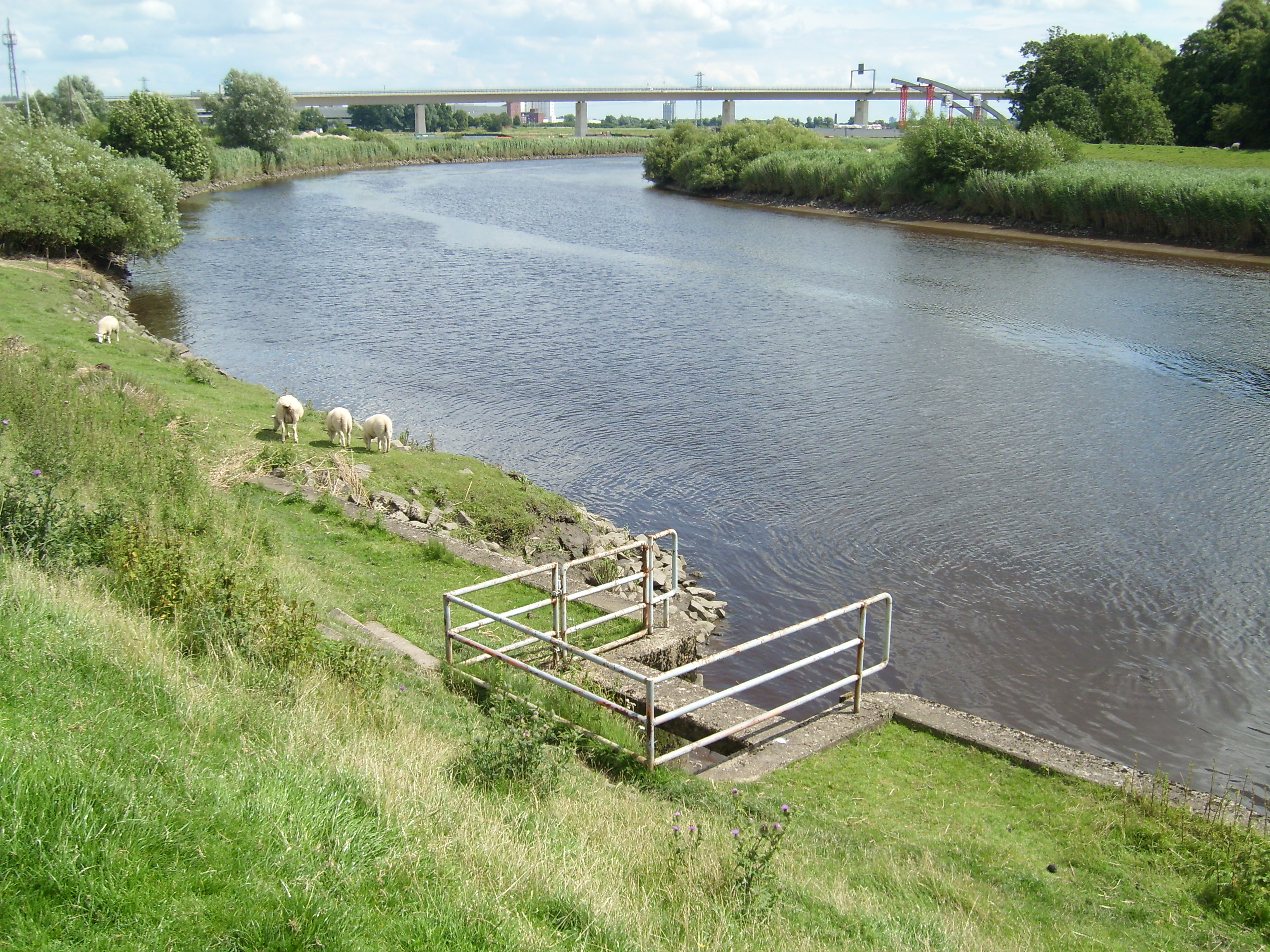
Störmäander in Heiligenstedten

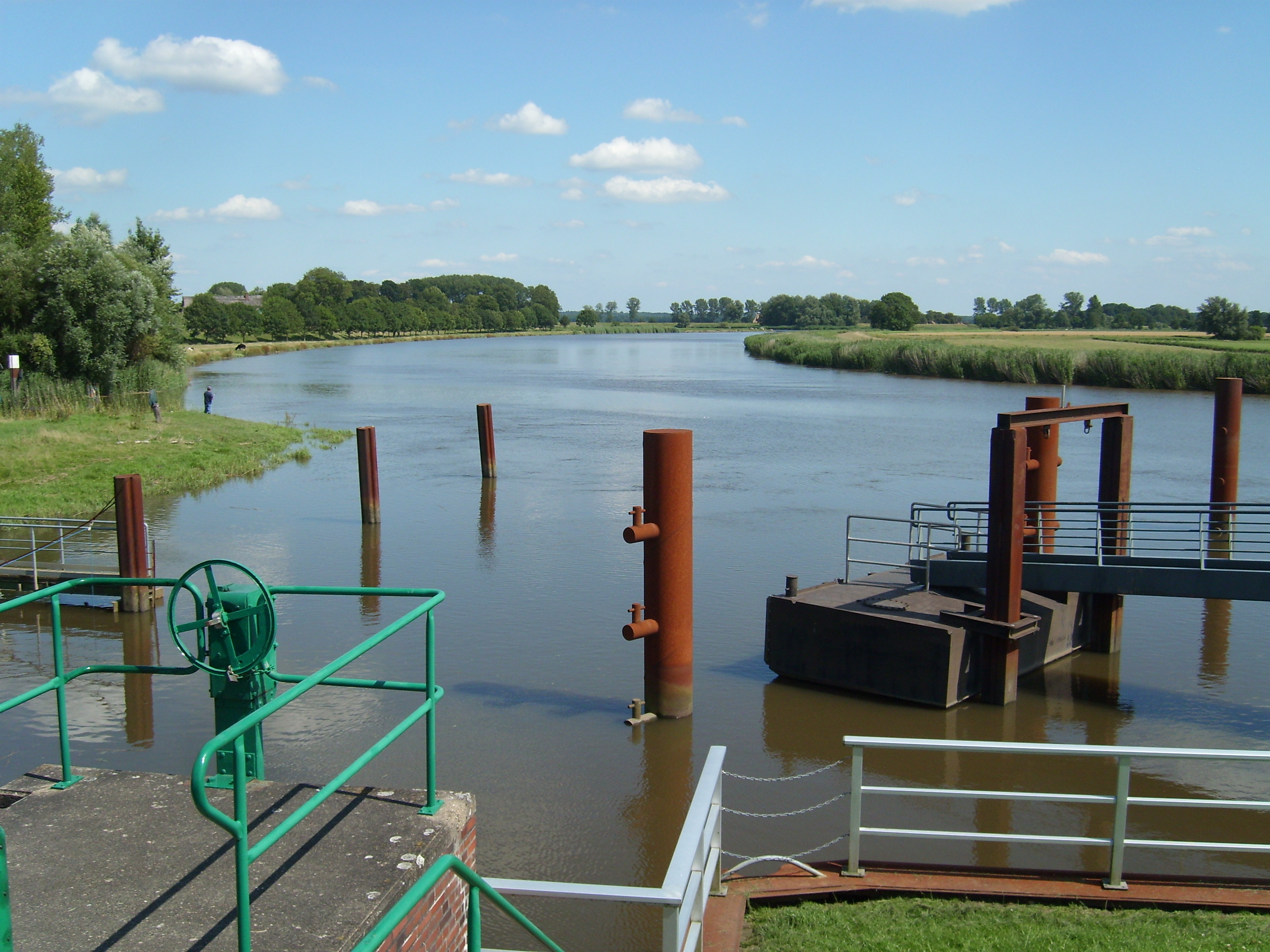
Mäander in Landrecht/Stördorf

Von Itzehoe (Flusskilometer 53) bis zur Mündung ist die Stör für die professionelle Schifffahrt nutzbar, wobei sie aber an Bedeutung verliert. Die Sportschifffahrt dagegen benutzt die Stör auch noch oberhalb Itzehoe. Das 1975 zwei Kilometer oberhalb der Mündung erbaute Störsperrwerk schützt die Niederungen entlang der Stör vor den Auswirkungen von Sturmfluten. Das Bauwerk hat zwei je 22 m breite Schifffahrtsöffnungen mit Stemmtorverschlüssen.
Ebbe und Flut beeinflussen den Wasserstand der Stör auf mehr als der Hälfte ihrer Länge von ihrer Mündung bis oberhalb Kellinghusen (Flusskilometer 32); sie ist der einzige Nebenfluss der Unterelbe, in dem die Tidebewegung frei ausschwingt und die Tidegrenze nicht durch ein Querbauwerk festgelegt ist. Der mittlere Tidehub beträgt am Störsperrwerk etwa 2,75 Meter. Der tideunbeeinflusste Raum Kellinghusen bis zur Quelle hat ein Einzugsgebiet von 1.160 km². Das gesamte Einzugsgebiet umfasst 1.781 km².

## Zuflüsse
Zuflüsse sind im Oberlauf Sünderbek, Geilenbek, Schwale (bei Flusskilometer 8), Aalbek (Flusskilometer 12), Bünzau (Flusskilometer 18), Brokstedter Au, Kirchweddelbach (r), Bullenbach (r), Rensinger Graben (l), Quarnstädter Graben (r), Mühlenbek (l), Bramau (Flusskilometer 34,8), im Mittellauf die Hörnerau (Flusskilometer 35), Mühlenbarbeker Au, Ihlenbek (r), Rantzau (Flusskilometer 42,9), Moorwettern, Lübsche Wettern, Bekau (Flusskilometer 60) und im Unterlauf Große Feldwettern (r), Wilsterau (r, Flusskilometer 63,5), Kampritt Wettern (r), Klosterwettern (l), Groß-Kampen-Wettern (r), Altenfelder Wettern (r), Große Wettern (l), Neuenbrooker Wettern (l), Kremper Au (l, Flusskilometer 75,8) und die Wettern bei Wewelsfleth (r). Außerdem ist der Breitenburger Kanal mit der Stör verbunden (Flusskilometer 49,5).

## Störquerungen

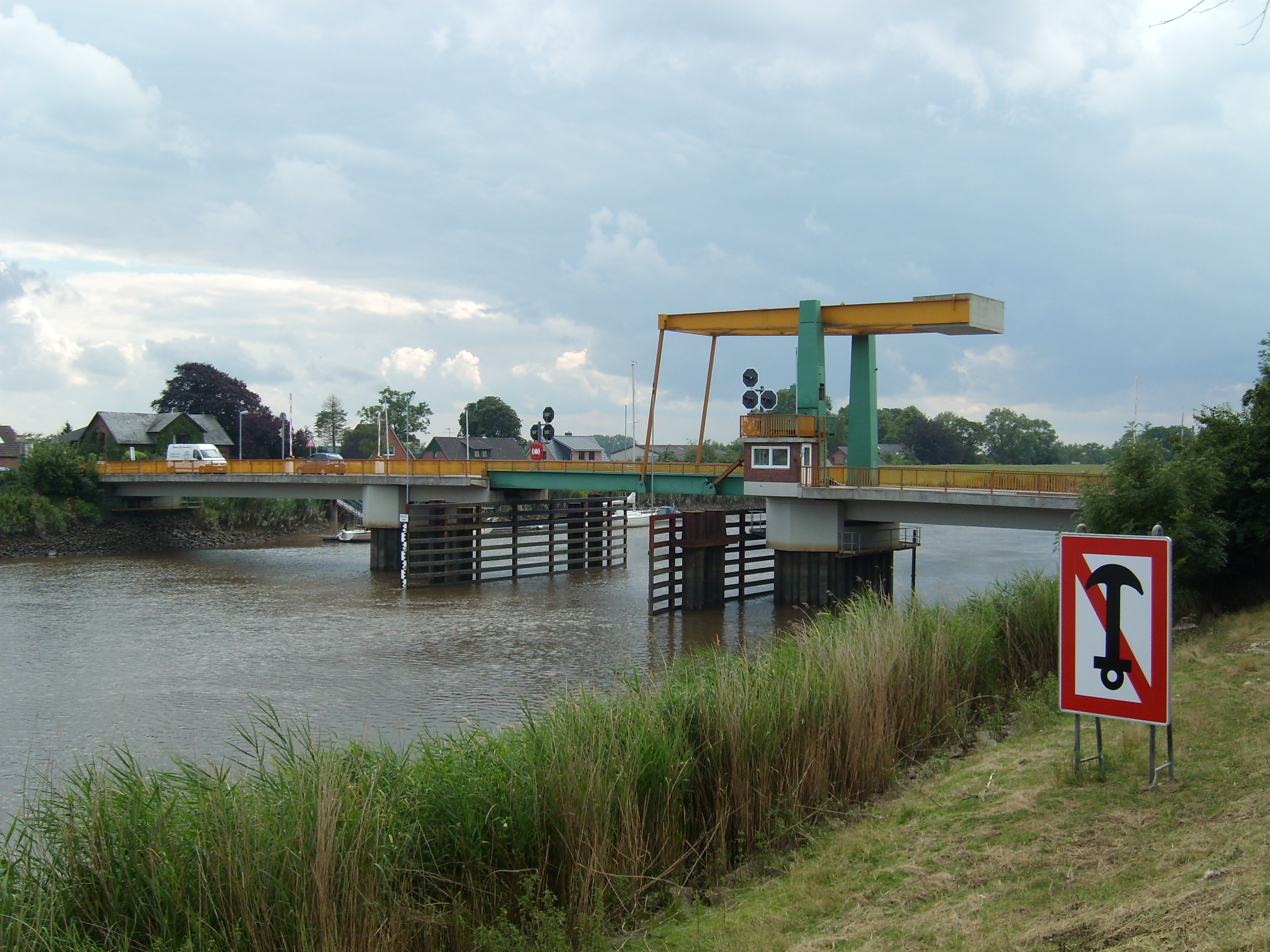
Klappbrücke Heiligenstedten

Flussabwärts der Stadt Itzehoe gibt es nur wenige Störquerungen: Außer der Störbrücke der Bundesautobahn 23 werden Wilster- und Krempermarsch nur noch durch die Klappbrücke in Heiligenstedten, die Störfähre Else in Beidenfleth und die über das Störsperrwerk verlaufende Bundesstraße 431 oberhalb der Störmündung miteinander verbunden.

## Ehemalige Burganlagen
An der Stör befanden sich verschiedene Niederungsburgen. Die ältesten sind die Burg Esesfeld bei Heiligenstedten und die Wittorfer Burg in Neumünster an der Einmündung der Schwale, die beide aus dem 9. Jahrhundert stammen. In den darauffolgenden Jahrhunderten wurden die Burg Itzehoe in der damaligen Störschleife in Itzehoe und die Breitenburg beim heutigen Schloss Breitenburg errichtet. Auch an den Nebenflüssen der Stör wurden Burgen gebaut, etwa die aus dem 9. Jahrhundert stammende Kaaksburg an der Einmündung der Mühlenau in die Bekau, die Burg Bori unterhalb der Einmündung der Höllenau in die Bünzau oder die Ende des 13. Jahrhunderts erbaute Steinburg an der Kremperau.

## Rechtliche Einordnung
Die Stör (St) ist eine 50,2 km lange Bundeswasserstraße im Zuständigkeitsbereich des Wasserstraßen- und Schifffahrtsamtes Hamburg von BWaStr-km 0,00 (Pegel Rensing) bis km 51,19 (Mündung in die Elbe bei km 678,51).
1882 bis 1898 wurde die Stör unterhalb Itzehoe ausgebaut, es wurden Durchstiche, Kurvenabflachungen und Uferdeckwerke hergestellt. Weitere Maßnahmen erfolgten 1950 bis 1954.
Als Binnenwasserstraße des Bundes ist sie bis Itzehoe (km 23,70) nicht klassifiziert; von Itzehoe bis zu ihrer Mündung ist sie eine Binnenwasserstraße der Klasse III. Sie zählt zu den Binnenwasserstraßen, auf denen die Seeschifffahrtsstraßen-Ordnung gilt.
Die Stör ist der Flussgebietseinheit Elbe nach § 7 Abs. 1 Nr. 6 WHG zugeordnet.

## Baumaßnahmen

### Nicht realisierte Baumaßnahmen
Für den Bau des Eider-Kanals untersuchte man noch 1774 eine mögliche Trassenführung von Kiel zur Unterelbe, die durch die Stör führte. Hierfür sollte die glaziale Rinne aus Obereider, Bothkamper, Bordesholmer und Einfelder See genutzt werden. Nach der Wasserscheide am Einfelder See wäre die Unterelbe über die beiden Flüsse Schwale und Stör erreicht worden.

### Realisierte Baumaßnahmen
Seit einigen Jahren (Stand 2016) wird der Oberlauf der Stör renaturiert. Das denkmalgeschützte Wehr westlich von Störkathen ist nicht mehr funktionstüchtig und durchgängig. Sohlabstürze aus Beton werden durch Sohlgleiten ersetzt. Im Bereich der Gemeinden Arpsdorf, Ehndorf und Padenstedt wurden in der begradigten Stör mehr als zwanzig Mäander neu angelegt. An den aufgestauten Teichen der alten Papiermühle östlich von Neumünster endete die Renaturierung bisher.

### Geplante Baumaßnahmen
Im Bereich von Kellinghusen sind bauliche Maßnahmen geplant, um dem Hochwasser vorzubeugen. Für den Innenstadtbereich Itzehoes wird die Wiederöffnung der zugeschütteten Störschleife diskutiert.
Zwischen Kellinghusen und Sarlhusen soll die Stör bis 2025 auf elf Kilometer Länge renaturiert werden.

## Wiederansiedlung des Störs

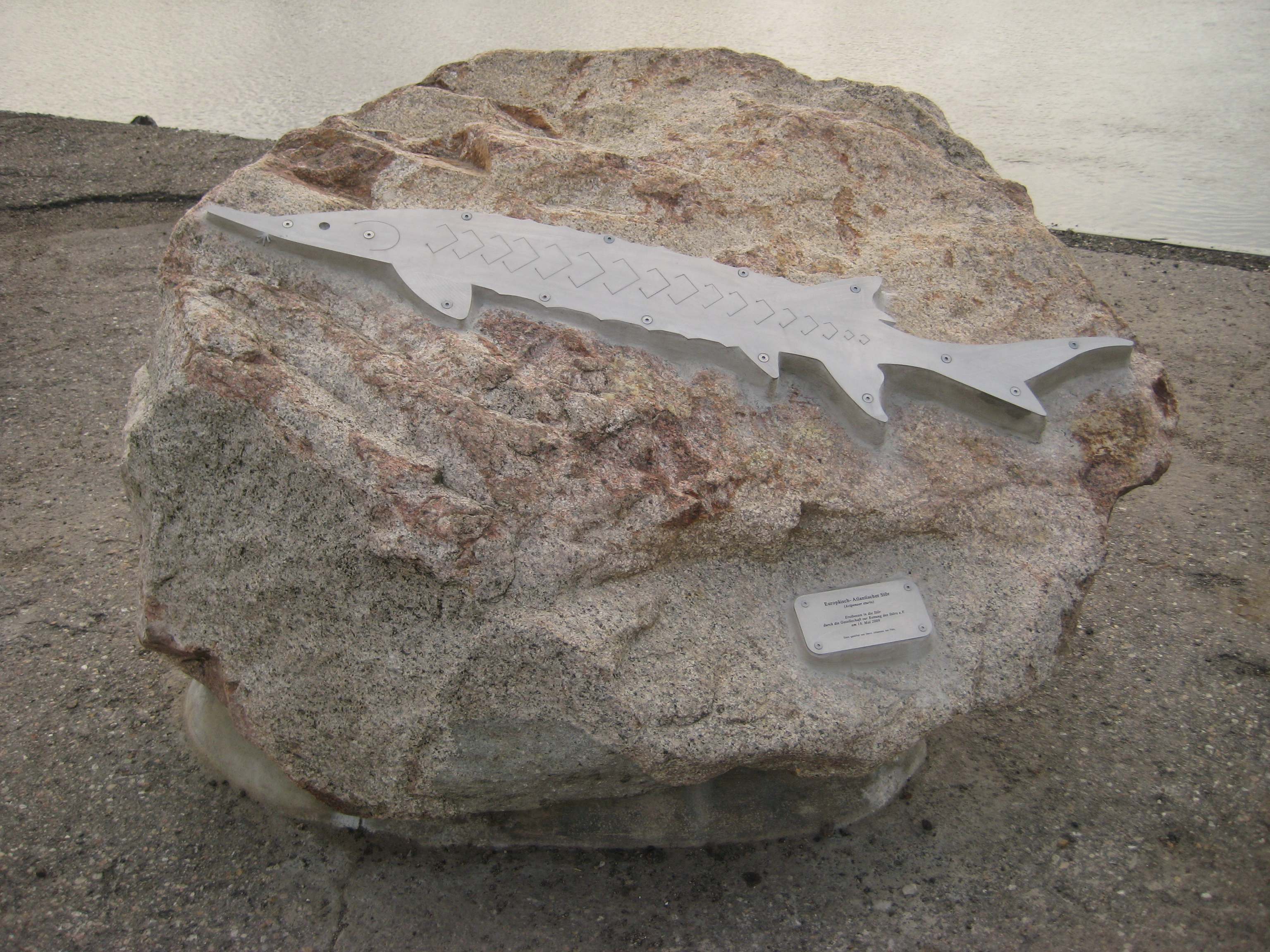
Gedenkstein in Itzehoe zum Versuch der Wiedereinbürgerung des Störs

Seit 2009 wird versucht, den nahezu ausgestorbenen Europäischen Stör wieder anzusiedeln.
Ein Gedenkstein im Itzehoer Stadthafen erinnert an das erstmalige Aussetzen von 53 Exemplaren im Rahmen des Störschipperfestes.

## Siehe weiterhin
- Liste der Gewässer in Schleswig-Holstein
- Flusslandschaft des Jahres